# Estació de Bakú
L'Estació de Bakú (àzeri: Bakı Dəmiryol Stansiyası), anteriorment coneguda com a Bakú-I, és la principal estació de ferrocarril de Bakú, capital de l'Azerbaidjan. L'estació va ser construïda en 1880 amb la construcció de la línia ferroviària Bakú-Sabunçu-Surakhani i estava destinada al transport de passatgers. El primer edifici de l'estació (anomenat Tbilisi) va ser construït en la inauguració del ferrocarril Bakú-Tbilisi, la segona (Sabunçu) per a la construcció de la via fèrria electrificada Bakú-Sabunçu-Surakhani.

## Serveis
| Núm. tren | Direcció              | Núm. tren | Direcció              |
| --------- | --------------------- | --------- | --------------------- |
| 37        | Bakú — Tbilisi        | 38        | Tbilisi — Bakú        |
| 55        | Bakú — Moscou         | 56        | Moscou — Bakú         |
| 95        | Bakú — Moscou         | 96        | Moscou — Bakú         |
| 369       | Bakú — Khàrkiv        | 370       | Khàrkiv — Bakú        |
| 373       | Bakú — Tiumén         | 374       | Tiumén — Bakú         |
| 391       | Bakú — Rostov del Don | 392       | Rostov del Don — Bakú |